# Ryan Hurst
Ryan Douglas Hurst (Santa Mónica, California, 19 de junio de 1976) es un actor estadounidense, más conocido por sus interpretaciones como Gerry Bertier en Remember the Titans, Tom Clark en Taken, Opie Winston en Sons of Anarchy, Ernie Savage en We Were Soldiers, Mad Mountain en la película CBGB, Chick en Bates Motel y Beta en The Walking Dead.

## Filmografía

### Cine
| Año  | Título                    | Rol            | Notas |
| ---- | ------------------------- | -------------- | ----- |
| 1997 | The Postman               | Eddie March    |       |
| 1998 | Patch Adams               | Neil           |       |
| 1998 | Saving Private Ryan       | Michaelson     |       |
| 2000 | Rules of Engagement       | Hustings       |       |
| 2000 | Remember the Titans       | Gerry Bertier  |       |
| 2001 | Perfect Lover             | Guy            |       |
| 2002 | Venus and Mars            | Roberto        |       |
| 2002 | We Were Soldiers          | Ernie Savage   |       |
| 2002 | Lone Star State of Mind   | Tinker         |       |
| 2004 | The Ladykillers           | Lump Hudson    |       |
| 2006 | Noble Things              | Kyle Collins   |       |
| 2008 | Chasing the Green         | Ross Franklin  |       |
| 2011 | Rango                     | Jedidiah (voz) |       |
| 2013 | CBGB                      | Mad Mountain   |       |
| 2020 | Superman: Man of Tomorrow | Lobo (voz)     |       |

### Televisión
| Año       | Título                            | Rol                     | Notas                                                                               |
| --------- | --------------------------------- | ----------------------- | ----------------------------------------------------------------------------------- |
| 1993      | Saved by the Bell: The New Class  | Crunch Grabowski        | 2 episodios                                                                         |
| 1994      | Beverly Hills, 90210              | Estudiante de actuación | Episodio: "Divas"                                                                   |
| 1995–96   | Campus Cops                       | Wayne Simko             | 9 episodios                                                                         |
| 1995      | JAG                               | Dirk Grover             | Episodio: "Shadow"                                                                  |
| 1996      | Boston Common                     | Nikolai                 | 2 episodios                                                                         |
| 1996      | Wings                             | Barry                   | Episodio: "Too Beautiful for You"                                                   |
| 1999      | L.A. Doctors                      | Kevn Raives             | 2 episodios                                                                         |
| 2002      | Touched by an Angel               | Doug                    | Episodio: "Two Sides to Every Angel"                                                |
| 2002      | John Doe                          | Elvis Braithwaite       | Episodio: "Mind Games"                                                              |
| 2002      | Taken                             | Tom Clarke              | 5 episodios                                                                         |
| 2004      | Dr. Vegas                         | Steve                   | Episodio: "All In"                                                                  |
| 2005      | House                             | Sam McGinley            | Episodio: "The Mistake"                                                             |
| 2005      | Wanted                            | Agente Jimmy McGloin    | 13 episodios                                                                        |
| 2005–07   | Medium                            | Michael Benoit          | 3 episodios                                                                         |
| 2006      | Everwood                          | Ed Carnahan             | Episodio: "Across the Lines"                                                        |
| 2006      | CSI: Miami                        | Detective Michael Lloyd | Episodio: "Curse of the Coffin"                                                     |
| 2007      | Raines                            | Marko Rossi             | Episodio: "Pilot"                                                                   |
| 2007      | Heartland                         | Mark Evans              | Episodio: "Pilot"                                                                   |
| 2008–12   | Sons of Anarchy                   | Opie Winston            | 54 episodios                                                                        |
| 2011      | Law & Order: Special Victims Unit | Doug Loveless           | Episodio: "Bombshell"                                                               |
| 2013      | King & Maxwell                    | Edgar Roy               | 10 episodios                                                                        |
| 2015–17   | Bates Motel                       | Chick Hogan             | 15 episodios                                                                        |
| 2015      | Axe Cop                           |                         | Episodio: "Night Mission: The Extincter"                                            |
| 2016–17   | Outsiders                         | Lil Foster Farrell      | 26 episodios                                                                        |
| 2019-2020 | The Walking Dead                  | Beta                    | Recurrente (Temporada 9; 4 episodios) Principal (Temporada 10; 10 episodios)        |
| 2020      | S.W.A.T.                          | Terry Luca              | Temporada 3: episodio 13 y 17 - Temporada 5: episodio 19 - Temporada 6: episodio 11 |

### Videojuegos
| Año  | Título               | Rol       | Notas |
| ---- | -------------------- | --------- | ----- |
| 2022 | God of war: Ragnarok | Thor(voz) |       |